# Dieter Hooge

Dieter Hooge (2005)

Dieter Hooge (* 26. November 1943 in Ostbevern) ist ein deutscher Gewerkschafter und Politiker der Partei Die Linke.

## Leben

### Gewerkschafter
Hooge begann 1957 eine Lehre als Maschinenschlosser bei der Fa. Windmöller & Hölscher, in Lengerich in Westfalen. Er trat 1959 in die IG Metall ein. 1966/67 besuchte Hooge die Akademie der Arbeit in Frankfurt. Von 1967 bis 1969 war er Mitarbeiter der DGB-Bundesschule Bad Kreuznach. Im Anschluss daran wurde er Jugendbildungsreferent beim DGB Hessen. Hooge war von 1972 bis 1978 Landesjugendsekretär beim DGB Hessen. Danach arbeitete er als Referent für Erwachsenenbildung beim DGB-Bildungswerk Hessen. 1981–1983 war er Landesgeschäftsführer der GEW, von 1983 bis 1991 Sekretär der ÖTV in Frankfurt am Main und von 1991 bis 1995 DGB-Vorsitzender in Frankfurt/Main.
Von 1995 bis 2002 war er Landesvorsitzender des DGB Hessen.

### Politiker
Dieter Hooge wurde 1999 von der hessischen SPD als Mitglied der 11. Bundesversammlung zur Wahl des Bundespräsidenten delegiert.
2010 delegierte ihn die Linken in Hessen erneut zur Bundesversammlung.
Im Frühjahr 2004 war er an der Gründung der „Initiative Arbeit und soziale Gerechtigkeit“ in Hessen beteiligt, aus der später die WASG wurde. Im Juni 2004 trat er nach 40 Jahren Mitgliedschaft aus der SPD aus. Im Juli 2004 war er in Berlin Gründungsmitglied des Vereins WASG auf Bundesebene. Hooge war bis zum Zusammenschluss mit der Linkspartei und der PDS Mitglied des geschäftsführenden Landesvorstandes der WASG Hessen. Danach einige Jahre Landesvorstandsmitglied der Linken in Hessen. Bei den Landtagswahlen 2008 und 2009 kandidierte er jeweils im Wahlkreis Frankfurt am Main IV, wo er 5,3 % (2008) bzw. 5,6 % (2009) der Erststimmen erhielt.
Von 2013 bis August 2022 war er Mitglied im Ältestenrat der Linken.
Über seine politischen Tätigkeiten hinaus war Hooge von 1996 bis 2003 Mitglied des Rundfunkrats des Hessischen Rundfunks und von 1997 bis 2001 Vorsitzender des Rundfunkrats. Des Weiteren war er von 1998 bis 2002 Mitglied im Programmbeirat von ARTE.

## Publikationen
- Rede am 10. Mai 1975 in: Antifaschistische Einheit, die Manifestation der 40000 : Dokumentation des 10. Mai 1975 in Frankfurt a.M. hrsg. vom Präsidium d. Vereinigungen d. Verfolgten d. Naziregimes (VVN), Bund d. Antifaschisten Frankfurt am Main. ISBN 3-87682-532-6
- Proletarier und Bürger 1848 (1998 aus Anlass des 150. Jahrestages des Paulskirchenparlaments). DGB-Publikation.
- Dokumentation der Internationalen Friedenskonferenz des Frankfurter Aufrufs zum Frieden am Golf am 2. März 1991 hrsg. von Gottfried Heil, Dieter Hooge und Karl-Heinz Jungmann ISBN 3-89473-180-X
- Perspektiven des Protests: Initiativen für einen Europäischen Wohlfahrtsstaat (3. Forum des Hessischen DGB am 7. Juni 1997, Frankfurt/Main, Thema „Protest ohne Alternativen?“) gemeinsam mit Pierre Bourdieu ISBN 3-87975-697-X
- Verteilungskonflikte im Shareholder-Kapitalismus – Tagung des Forum Gewerkschaften (2000) ISBN 3-87975-954-5